# Kenneth S. Russell
Kenneth S. Russell (...) è un astronomo australiano.
Kenneth S. Russell è un astronomo australiano che si è occupato principalmente di osservazioni e ricerca di asteroidi e comete estendendo in seguito il suo interesse anche alle supernove. Gli è stato dedicato un asteroide, 3714 Kenrussell .

## Scoperte
Russell ha scoperto al 10 settembre 2015 due asteroidi , ha coscoperto una supernova e scoperto o coscoperto tredici comete. In ordine cronologico di scoperta:
| Tipo di oggetto  | Nome                       | Data della scoperta | Coscopritori       | Fonti         |
| cometa           | 83D/Russell 1              | 16 giugno 1979      | -                  | [ 3 ]         |
| asteroide Apollo | 1979 XB                    | 11 dicembre 1979    | -                  | [ 4 ]         |
| cometa           | C/1980 R1 Russell          | 6 settembre 1980    | -                  | [ 5 ]         |
| cometa           | 89P/Russell 2              | 28 settembre 1980   | -                  | [ 6 ]         |
| cometa           | 91P/Russell 3              | 14 giugno 1983      | -                  | [ 7 ]         |
| cometa           | 94P/Russell 4              | 2 marzo 1984        | -                  | [ 8 ]         |
| cometa           | 156P/Russell-LINEAR 1      | 3 settembre 1986    | LINEAR             | [ 9 ] [ 10 ]  |
| cometa           | C/1989 Y2 McKenzie-Russell | 21 dicembre 1989    | Patricia McKenzie  | [ 11 ]        |
| cometa           | C/1991 C3 McNaught-Russell | 12 febbraio 1991    | Robert H. McNaught | [ 12 ]        |
| cometa           | C/1991 Q1 McNaught-Russell | 30 agosto 1991      | Robert H. McNaught | [ 13 ]        |
| supernova        | 1991ar                     | 2 settembre 1991    | Robert H. McNaught | [ 14 ] [ 15 ] |
| cometa           | C/1991 R1 McNaught-Russell | 3 settembre 1991    | Robert H. McNaught | [ 16 ]        |
| cometa           | C/1993 Y1 McNaught-Russell | 17 dicembre 1993    | Robert H. McNaught | [ 17 ]        |
| cometa           | 262P/McNaught-Russell      | 12 dicembre 1994    | Robert H. McNaught | [ 18 ]        |
| cometa           | C/1996 P2 Russell-Watson   | 10 agosto 1996      | Fred G. Watson     | [ 19 ]        |